# Coelichneumon tournieri
Coelichneumon tournieri là một loài tò vò trong họ Ichneumonidae.